# Armadillidium globosum
Armadillidium globosum is een pissebed uit de familie Armadillidiidae. De wetenschappelijke naam van de soort is voor het eerst geldig gepubliceerd in 1875 door Vogl.